# Myrmeleon formicarius
Myrmeleon formicarius је инсект из реда мрежокрилаца - Neuroptera, и породице Myrmeleontidae. 

## Распрострањење
Ово је широко распрострањена Палеарктичка врста. У Србији је присутна. Ова врста преферира станишта која карактерише присуство арбореалне вегетације и растреситог сувог супстрата.

## Опис имага
Myrmeleon formicarius је крупан летећи инсект величине од 35-40 мм. Крила имају карактеристичну нерватуру која олакшава идентификацију, иако је она најсигурнија у стадијуму ларви.

## Опис ларве
Ларве ове врсте копају "јаме" у којима се скривају и из којих хватају плен. Код ларви је изражен усни апарат. Најчешћи плен су мрави, али и други бескичмењаци. Ларве ове врсте су одувек привлачиле научнике, тако да је велики број научних студија које се њима баве.

## Галерија
- имаго
- имаго
- ларва

## Синоними
- Formicaleo formicalynx (Linnaeus, 1758)
- Formicaleo formicarius (Linnaeus, 1767)
- Hemerobius formicalynx Linnaeus, 1758
- Hemerobius formicarius (Linnaeus, 1767)
- Myrmecaelurus innotatus (Rambur, 1842)
- Myrmecoleon formicalynx (Linnaeus, 1758)
- Myrmecoleon formicarius (Linnaeus, 1767)
- Myrmeleo formicarius (Linnaeus, 1767)
- Myrmeleon dasypterus Hagen, 1858
- Myrmeleon formicalynx (Linnaeus, 1758)
- Myrmeleon formicarius subsp. formicarius Linnaeus, 1767
- Myrmeleon formicarius subsp. nigrilabrus Steinmann, 1963
- Myrmeleon formicarius var. immaculatus Disconzi, 1865
- Myrmeleon innotatus Rambur, 1842
- Myrmeleon neutrus Fischer von Waldheim, 1822
- Myrmeleon nigrivenosus Okamoto, 1905